# Josh Carlton
Joshua Euria Carlton, detto Josh (Silver Spring, 26 febbraio 1999), è un cestista statunitense.

## Carriera
Dopo aver trascorso la carriera universitaria tra gli UConn Huskies e gli Houston Cougars, il 6 agosto 2022 firma il primo contratto professionistico con il Le Mans. Il 13 agosto 2023 passa al Metropolitans 92.